# Випадкове початкове значення
Випадкове початкове значення (англ. random seed) або сід — це число або вектор, які використовуються для ініціалізації генератора псевдовипадкових чисел.
Щоб сід використовувався у генераторі випадкових чисел, зовсім не обов'язково щоб він був випадковим. Тому, що характер утворення чисел алгоритмами генерації такий, що коли початкове значення відкинути, то решта подальших значень, створених алгоритмом буде випадково розподіленою у псевдовипадковий спосіб.
Вибір гарного сіда критично важливий у комп'ютерній безпеці. У випадку коли секретний ключ шифрування псевдовипадково сгенерований, можна відновити ключ за наявності початкового значення. Висока ентропія важлива для вибору гарного сіда.
Якщо одне й теж випадкове початкове значення спеціально використовується, то воно стає секретним ключем, для того, щоб дві або більше систем використовували відповідні псевдовипадкові генератори та відповідні сиди могли генерувати співпадаючі послідовності чисел без повторень, що може використовуватись для синхронізації віддалених систем, таких як GPS супутники та приймачі.
Випадкові початкові значення часто беруться з поточного стану комп'ютерних систем, наприклад, поточний час, з криптографічно стійкого генератора псевдовипадкових чисел або з апаратного генератора випадкових чисел.